# Patrik, Age 1.5
Patrik, Age 1.5 (pt / br: Patrik 1.5) é um filme sueco de 2008, dirigido por Ella Lemhagen, com Gustaf Skarsgård no papel principal.
Baseado na peça teatral de mesmo nome, escrita por Michael Druker e adaptada por Lemhagen, a comédia recebeu o prêmio de Melhor Filme no 33º San Francisco International LGBT Film Festival , de 2009.

## Sinopse
O longa conta a história de um casal gay que adota quem eles acreditam ser um bebê de um ano e meio de idade (1.5) chamado Patrik. No entanto, quando o menino chega, ele não é bem o que os dois esperavam. Houve um erro de digitação na idade do garoto e o casal recebe um jovem de 15 anos, homofóbico e com um passado criminoso. 
Entretanto, o que no início parece ser um conflito insolúvel, aos poucos revela-se uma sensível descoberta da amizade e do amor paterno, entre pessoas totalmente estranhas umas às outras.

## Elenco
- Gustaf Skarsgård - Göran Skoogh
- Torkel Petersson - Sven Skoogh
- Tom Ljungman - Patrik
- Annika Hallin - Eva
- Amanda Davin - Isabell
- Jacob Ericksson - Lennart Ljung
- Anette Sevreus - Louise Ljung
- Mirja Burlin - Carina Karlsson
- Antti Reini - Tommy Karlsson
- Marie Delleskog - Britt-Marie Svensson
- Johan Kylén - Chefe do Serviço Social
- Kristian Lima de Faria - Assistente Social
- Åsa-Lena Hjelm - Vivianne

## Prêmios e Festivais
- Seleção oficial no 30º Toronto International Film Festival (2008)
- Melhor Filme no 33º San Francisco International LGBT Film Festival (2009).
- Seleção oficial na 33ª Mostra Internacional de Cinema de São Paulo (2009).

## Ligações Externas
- Trailer oficial
- Patrik, Age 1.5. no IMDb.
- Patrick 1.5 (resenha)